# 브라이언 엡스타인
브라이언 새뮤얼 엡스타인(영어: Brian Samuel Epstein, 1934년 9월 19일 ~ 1967년 8월 27일)은 영국의 음악 사업가로 비틀즈의 매니저다. 1961년 11월 캐번 클럽에서 점심시간에 비틀즈와 처음 마주했다. 그들에게 즉각적으로 인상을 받았고 큰 잠재력이 있다고 느꼈다. 엡스타인은 런던 내의 거의 모든 음반사에서 거절을 당했지만, EMI 산하 팔로폰 레이블의 중역 조지 마틴과 회합을 확보할 수 있었다. 1962년 5월 마틴은 비틀즈와 계약 체결하기로 합의했고, 이는 엡스타인의 그룹이 세계적으로 유명해질 것이라는 강한 신념이 작용했기 때문에 가능했다.
비틀즈의 초기 성공은 엡스타인의 매니지먼트 스타일의 결과로 탄생했고, 밴드는 그를 막역하게 신뢰했다. 비틀즈의 사업 업무를 처리하기도 했고 종종 비틀즈 내 개인간의 분란을 중재하는 일도 맡았다. 비틀즈가 엡스타인에게 보인 절대적 신의는 결국 해로운 것으로 나타났는데, 이는 밴드가 계약서 서명 전 꼼꼼히 읽어보지 않았기 때문이다. 1963년 차트 정상에 도달한 〈Please Please Me〉의 성공 이후 엡스타인은 노던 송스의 창립을 권유했다. 이 회사는 1963년에서 1973년까지 모든 레논-매카트니 작곡의 판권을 통제했다. 음악 출판인 딕 제임스와 그 파트너 찰스 실버가 회사의 지분 가운데 51%를 소유했고, 레논과 매카트니는 각각 20%를, 엡스타인은 9%를 소유했다. 1969년 레논과 매카트니는 ATV 뮤직 퍼블리싱에게 모든 저작권을 빼앗겼다. 1967년 엡스타인의 타계는 비틀즈의 와해의 시작점이자 모든 비틀즈 일원에게 중대한 영향을 끼친 것으로 평가된다. 1997년 폴 매카트니는 "만일 다섯 번째 비틀즈가 있다면, 그것은 브라이언일 것"이라고 말했다.

## 비틀즈 전
엡스타인은 어렸을 때 배우가 될 꿈을 갖고 왕립연극학교(RADA)에 진학했다. 하지만 그곳에서 만족하지 못한 엡스타인은 잉글랜드 리버풀에 있는 그의 집안이 운영하던 가구 가게에서 일을 시작한다. 그는 클래식 음악을 좋아하던 수완 좋은 판매원이 되었고, 그의 가족이 새롭게 음반 부서를 열게 되었을 때, 그 담당을 맡게 되었다. 이 음반 부서는 매우 성공적이어서 그의 가족은 가구 가게 대신 음반만을 판매하는 가게로 전업하였다. 이 가게 이름은 NEMS(North End Music Stores)였고, 엡스타인은 이 가게의 사장이 되었다.
당시 그의 음반 가게에선 클래식 음악보단 대중 음악, 특히 로큰롤이 크게 팔려나갔고, 엡스타인은 리버풀 주변지역의 여러 로큰롤 음반을 사서 판매했다. 초기 비틀즈 멤버들은 종종 이 가게에서 새로운 음악을 들어보거나 시간을 보내곤 했다.

## 비틀즈의 매니저로
1961년 말, 비틀즈의 한 팬은 엡스타인에게 독일에서 제작된 비틀즈의 음반을 요구했으나, 엡스타인은 그 음반을 찾을 수 없었다. 그는 비틀즈가 그의 가게로부터 멀지 않은 캐번 클럽에서 공연을 하고 있다는 것을 알게 되었고, 비틀즈의 공연에 감명을 받게 된다. 그는 비틀즈의 음반을 자신의 가게에서 팔기를 원했고, 비틀즈는 아직 매니저가 없으며 매니저를 찾고 있다는 사실도 알게 되었다. 또한 비틀즈의 궁극적 목표는 잉글랜드의 음반사와 계약을 맺는 것이었고, 엡스타인은 비틀즈의 매니저가 되었다.
엡스타인은 그의 수완을 발휘하여 비틀즈가 좀 더 나은 자리에서 음악을 연주할 수 있게 하였다. 또한 그는 잉글랜드 북부의 대형 음반 가게의 사장이라는 위치를 이용하여, 여러 음반사들과 계약을 시도했다. 1962년 1월 1일 데카 레코드의 오디션을 보았지만, 데카 레코드 측은 엡스틴이 접촉한 여러 음반사와 같이 비틀즈를 거절했다.
데카 레코드는 엡스타인에게 오디션에서 녹음했던 비틀즈의 데모 테이프를 제공했고, 엡스타인은 이를 이용해서 홍보에 나섰지만 흥미를 가진 사람은 계속해서 나타나지 않았다. 엡스타인은 실제 녹음은 이 데모 테이프보다 나을 것이라는 생각에, 새로운 시험 음반을 만들어 보기로 하였다. 시험 음반을 만들어준 사람은 EMI 그룹의 팔로폰 레코드에서 일하는 녹음 기술자 조지 마틴이 록 밴드를 찾고 있다는 말을 전해 주었으며, 엡스타인은 조지 마틴을 찾아가 시험 음반을 들려주었다. 마틴은 이 음반을 듣고, 비틀즈에게 오디션 기회를 제공했다.
비틀즈는 EMI의 오디션을 통과했으며, 팔로폰과 계약을 맺었다. 드러머 피트 베스트는 마틴의 요구에 부흥하지 못했으며, 비틀즈 멤버는 그를 추방시키고 새 밴드를 찾고 있던 링고 스타로 교체한다.
1963년동안, 비틀즈는 영국과 유럽에서 선풍적인 인기를 끌었으며, 그 이듬해인 1964년에는 미국에서 큰 인기를 끌게 된다. 이러한 인기와 더불어, 엡스타인은 게리 앤 더 페이스메이커스(Gerry and the Pacemakers)와 같은 다른 밴드와 가수들과도 계약을 진행한다. 이러한 가수들도 상당한 성공을 거두었다. 엡스타인은 매니지먼트 회사인 NEMS 엔터프라이시스(음반 가게의 이름을 따라 지었다)를 설립했으며, 후에 이 회사에는 비 지스, 지미 핸드릭스, 크림이 계약하기도 했다.

## 사망
시간이 지남에 따라, 엡스타인은 그의 일과 개인사에서 심한 스트레스를 받고 수면제, 진정제 등의 약물들을 복용하기 시작한다. 1967년, 그는 비틀즈가 그 해 만료되는 매니저 계약을 계속 연장하지 않을지도 모른다는 사실에 두려움을 느끼기 시작했고, 그의 약물 사용은 더욱 증가했다. 비틀즈 멤버가 웨일스로 떠나있던 8월의 마지막 주말, 엡스타인은 바르비투르산 과다 복용으로 사망했다. 검시 결과에 따르면 엡스타인의 사인은 너무 많은 약물을 오랜 기간 동안 복용한 것으로 나타났고, 자살로 판명되지는 않았다.
비틀즈를 비롯한 여러 가수들은 그의 죽음을 애도했다. 많은 사람들은 당시 비틀즈의 구심점 역할이었던 그의 죽음을 비틀즈 해체의 원인으로 꼽기도 한다.

## 참고 자료
- 레논, 신시아 (2006년). John. Hodder & Stoughton. ISBN 0-340-89828-3.
- 마일스, 배리 (1998년). Many Years From Now. Vintage-Random House. ISBN 0-7493-8658-4.